# Jeanne d'Avaugour
Jeanne d'Avaugour née vers 1300 morte le 28 juillet 1327.

## Biographie
Fille aînée d'Henri III d'Avaugour et de Jeanne d'Harcourt, héritière de la seigneurie d'Avaugour en Goëlo. Son union avec Guy de Penthièvre, frère du duc Jean III de Bretagne permet la reconstitution de l'apanage de Penthièvre dont ses ancêtres avaient été spoliés. Elle ne fut point dame de Mayenne, puisqu'elle mourut avant son père, le 28 juillet 1327. Son mari décéda lui-même à Nigeon, près Paris, le 16 mai 1331.
Elle meurt jeune et est inhumée comme les autres membres de sa famille dans la nécropole du couvent des Cordeliers de Guingamp en laissant une fille unique et héritière :
- Jeanne de Penthièvre.

## Sources
- « Jeanne d'Avaugour », dans Alphonse-Victor Angot et Ferdinand Gaugain, Dictionnaire historique, topographique et biographique de la Mayenne, Laval, A. Goupil, 1900-1910 [détail des éditions] (BNF 34106789, présentation en ligne)
- Frédéric Morvan, La maison de Penthièvre (1212-1334) rivale des ducs de Bretagne M.S.H.A B Tomme LXXXI année 2003 p. 19-54.